# リトルベリーズ
リトルベリーズとはベリーズ・コロザル郡にある町である。リトルベリーズは北緯18度、西経88度に位置し、標高は海抜1メートルである。メノナイトの住民が一番多く、2010年の国勢調査では人口は2,650人だった。